# Java 3D
Java3D – rozszerzenie środowiska uruchomieniowego Java Runtime Environment oferujące obsługę grafiki trójwymiarowej i budowanie wirtualnych światów 3D. Rozszerzenie dostarcza bibliotekę – opartą na sterownikach OpenGL, a także interfejs programistyczny umożliwiający dostęp do funkcji i obiektów graficznych na wysokim poziomie abstrakcji. Zgodnie z filozofią języka Java – biblioteka i interfejs są niezależne od systemu operacyjnego.
Aktualna wersja rozszerzenia posiada numer 1.5.2.